# Kîkîșivka, Berdîciv
Kîkîșivka (în ucraineană Кикишівка) este un sat în comuna Terehove din raionul Berdîciv, regiunea Jîtomîr, Ucraina.

## Demografie
Componența lingvistică a localității Kîkîșivka
     Ucraineană (98,13%)
     Rusă (1,49%)
     Alte limbi (0,37%)
Conform recensământului din 2001, majoritatea populației localității Kîkîșivka era vorbitoare de ucraineană (98,13%), existând în minoritate și vorbitori de rusă (1,49%).